# المسلمون والحضارة الغربية (كتاب)
المسلمون والحضارة الغربية هو عنوان لكتاب من تأليف المفكر السعودي سفر الحوالي صدر سنة 2018 وقد أثار هذا الكتاب جدلًا كبيرًا وقد اعتقل على إثره المفكر سفر الحوالي بسبب أنه وجه من خلاله نقد للعائلة الحاكمة في السعودية وهيئة العلماء 

## فصول الكتاب
- مقدمة
- تفوق الحضارة الإسلامية وتقدمها
- موجز للتاريخ العقدي الإسلامي وفيه الصوفية والمرجئة والرافضة
- تجديد الحضارة الإسلامية بالدعوة السلفية
- الفكر الديني
- الفكر السياسي
- الفكر الاجتماعي
- الفكر العلمي
- الفكر الإنساني
- المخرج من كيد الغرب وكيف يقود المسلمون الحضارة البشرية
- لمن المستقبل
- الخاتمة

## وصلات خارجية
- (قناة الجزيرة): كتاب للداعية سفر الحوالي يثير جدلا في السعودية
- اعتقال الداعية سفر الحوالي في السعودية بسبب كتاب